# Eleccions legislatives de Cap Verd de 1995
Les eleccions legislatives de Cap Verd de 1995 van tenir lloc a Cap Verd el 17 de desembre de 1995. El resultat fou la victòria del Moviment per la Democràcia, qui va obtenir 50 dels 72 escons. La participació fou del 76,52%.

## Resultats
| Partit                                         | Vots    | %     | Escons | +/– |
| ---------------------------------------------- | ------- | ----- | ------ | --- |
| Moviment per la Democràcia                     | 93.249  | 61,30 | 50     | –6  |
| Partit Africà per la Independència de Cap Verd | 45.263  | 29,75 | 21     | –2  |
| Partit de Convergència Democràtica             | 10.211  | 6,71  | 1      | Nou |
| Unió Capverdiana Independent i Democràtica     | 2.369   | 1,54  | 0      | Nou |
| Partit Social Democràtic                       | 1.030   | 0,67  | 0      | Nou |
| Nuls/en blanc                                  | 5.474   | –     | –      | –   |
| Total                                          | 158.901 | 100   | 72     | –7  |
| Votants registrats/participació                | 207.648 | 76,52 | –      | –   |
| Font: African Elections Database               |         |       |        |     |